# Pinza de Rincones
La pinza de Rincones fue un artefacto industrial diseñado por el venezolano Rafael A. Rincones a finales del siglo XIX.
Como el nombre sugiere, el mismo era un dispositivo de agarre destinado a recuperar piezas perdidas dentro de los pozos explotados por la Compañía Petrolera del Táchira. Su primera aparición al público fue en la Exposición de Caracas de 1883, llevado a cabo en el Palacio de Exposiciones del Palacio de las Academias. La principal fuente para su descripción es la reseña escrita por Adolfo Ernst, incluida en el inventario de dicha Exposición.
Comúnmente se le considera como uno de los primeros indicios de artefactos o de tecnología desarrollada por venezolanos. 